# اولجیو کاستلو
اولجیو کاستلو (به ایتالیایی: Oleggio Castello) یک کومونه در ایتالیا است که در استان نووارا واقع شده‌است. اولجیو کاستلو ۵٫۸ کیلومتر مربع مساحت و ۱٬۹۶۸ نفر جمعیت دارد و ۲۹۳ متر بالاتر از سطح دریا واقع شده‌است.